# Complejo Penitenciario Federal de Cuyo
El Complejo Penitenciario Federal N.º VI fue habilitado en 2018 y se encuentra ubicado en la provincia de Mendoza, Argentina, en Ruta Nacional 7, km 1069 intersección Ruta Provincial 84, a solo 200 metros aproximadamente del Complejo Penitenciario N.º III Almafuerte. Junto con la Unidad Nº 32 son los únicos establecimientos penitenciarios de jurisdicción federal en toda la región de Cuyo.
Es un establecimiento carcelario que aún no se encuentra finalizado en su totalidad. Desde su inauguración hasta el día de la fecha [¿cuándo?] se han observado una gran cantidad de modificaciones.

## Historia
En el marco de una serie de políticas públicas llevadas adelante por el Ministerio de Justicia y Derechos Humanos de la Nación y el gobierno de la provincia de Mendoza –a través de la firma de diferentes documentos y convenios– el miércoles 31 de octubre[¿cuándo?] se realizó la entrega e inauguración del nuevo establecimiento del Servicio Penitenciario Federal (SPF). Emplazado en la localidad mendocina de Luján de Cuyo, el Complejo Penitenciario Federal VI (CPF VI) cuenta con los más altos estándares en condiciones de habitabilidad, asistencia y tratamiento de personas privadas de libertad.
Una vez finalizadas las obras, alcanzará una capacidad que superará las mil plazas, con sus correspondientes talleres, modernas salas de visita para la atención de calidad de la familia y los allegados de las personas privadas de libertad, lugares de esparcimiento y novedosos sistemas de alojamiento.

## Estructura
El Complejo actualmente cuenta con 6 Unidades Residenciales, un Hospital Penitenciario Central recientemente inaugurado, un Establecimiento Educativo, varios sectores donde se llevan a cabo los talleres de formación, talleres de laborterapia, dos sectores de visitas de contacto, sector de visitas íntimas, cocina, oficinas destinadas a la Administración y el sector correspondiente a Seguridad Interna. Tiene una superficie de 26.000 m².
Cada Unidad Residencial se encuentra dividida en módulos, en algunos casos, como en la Unidad Residencial 1 y 6, se dividen en cuatro módulos, A, B, C, y D. Estos módulos se caracterizan por tener capacidad para alojar a 32 personas cada uno. Las restantes Unidades del Complejo se dividen únicamente en dos, los módulos A y B, teniendo cada uno una capacidad para alojar a 64 personas. Cabe destacar que las celdas de todos los módulos del Complejo están destinados al alojamiento de dos personas en cada una.
Aún hay sectores que no se encuentran concluidos, entre ellos podemos nombrar el establecimiento destinado a las Mujeres. Éste estará compuesto por un Edificio Externo,  un Edificio de Programas y Servicios, un Edificio de Asistencia Educativa, Culto y Tratamiento y  sectores de alojamiento correspondientes a mujeres procesadas y condenadas respectivamente. También se prevé un espacio destinado a aquellas mujeres que se encuentran privadas de la libertad con sus hijos.
En el establecimiento, a su vez, completan el conjunto el Edificio de Servicios Generales, los Casinos de Personal, el Edificio de Seguridad Externa, los Puestos Elevados de Vigilancia y los edificios que contienen las subestaciones, planta de tratamiento, sala de bombas, etc.

## Educación
Actualmente son veintiséis (26) los agentes del Servicio Penitenciario Federal que prestan servicios en la División de Educación. Del referido total, trece (13) pertenecen al Centro de Educación básica para jóvenes y adultos N° 3-218, y los restantes trece (13) desarrollan sus funciones en el Centro de Educación Superior Nº 3-494.
En ambos niveles cuentan una directora, una subdirectora y una secretaria administrativa. También cuenta con diez (10) docentes y diez (10) profesores para CEBJA y CENS respectivamente. Cabe destacar que los agentes mencionados se presentaron los primeros días de febrero en el Complejo a fin de preparar el inicio del ciclo.
Actualmente cursan ciento noventa y un (191) personas privadas de la libertad, siendo ciento cincuenta (150) hombres y cuarenta y un (41) mujeres.

## Trabajo
En el sector cuentan con cinco (5) talleres en total:  Carpintería, Herrería, Armado de Freezer, Textil, y Fajina. Esta última se divide en fajina de pabellón y de oficina.

## Población
Actualmente el Complejo posee capacidad para 704 personas privadas de la libertad. Sin embargo se estima que al finalizar la construcción de los restantes pabellones, la capacidad será de 1072. Al 11 de marzo de 2020 se encuentran alojadas 597 personas.

## Salud
A fines del año 2019 se inauguró el Hospital Penitenciario Central. Actualmente está en funcionamiento un 20% del HPC por lo que generalmente las cuestiones de gravedad las derivan a los Hospitales extramuros de la provincia.
El hospital cuenta con consultorios destinados a la atención primaria, con elementos básicos de pre diagnóstico y primeros auxilio. A su vez, posee consultorios externos para especialidades clínicas y odontológicas, y un laboratorio para la realización de estudios correspondientes. En el caso del Instituto de Mujeres, una vez habilitado se agregara un consultorio ginecológico.  
El área internación se compone de dos salas comunes para tres pacientes y dos habitaciones de internación para pacientes infectocontagiosos o de máxima seguridad. Un puesto de enfermería supervisa con función de apoyo médico y control.